# Xã Wayne, Quận Belmont, Ohio
Xã Wayne (tiếng Anh: Wayne Township) là một xã thuộc quận Belmont, tiểu bang Ohio, Hoa Kỳ. Năm 2010, dân số của xã này là 709 người.